# Les Chatouilles
Ne doit pas être confondu avec Les Chatouilleuses.
Pour plus de détails, voir Fiche technique et Distribution.
Les Chatouilles est un film dramatique français écrit et réalisé par Andréa Bescond et Éric Métayer, sorti en 2018. 
Il s’agit de l’adaptation de leur pièce de théâtre Les Chatouilles ou la Danse de la colère, récompensée du molière seule en scène (2016). L'histoire s'inspire du drame de l'enfance d'Andréa Bescond qui a été victime de violences sexuelles.

## Synopsis
Au travers des séances psy d’Odette, le film retrace sa vie depuis ses 8 ans, moment où un événement tragique vient bouleverser sa vie : un ami de la famille commence à l’agresser sexuellement. 
Comment va-t-elle s’en sortir, sachant qu’elle est déjà dans un contexte familial très toxique induit par sa mère et que la communication avec elle est impossible ? 

## Fiche technique
Sauf indication contraire ou complémentaire, les informations mentionnées dans cette section peuvent être confirmées par la base de données Unifrance
- Titre original : Les Chatouilles
- Titre international : Little Tickles
- Réalisation et scénario : Andréa Bescond et Éric Métayer, d’après leur pièce Les Chatouilles ou la Danse de la colère[1]
- Production : François Kraus et Denis Pineau-Valencienne
- Décors : Éric Barboza
- Costumes : Isabelle Pannetier
- Photographie : Pierre Aïm
- Son : Thomas Lascar, Margot Testemale, Thomas Desjonquères et Thomas Gauder
- Montage : Valérie Deseine
- Musique : Clément Ducol
- Sociétés de production : Les Films du kiosque ; France 2 Cinéma et Orange studio (coproductions) ; Umedia (production étrangère) ; SOFICA A+ Images 8, Cinémage 12, Cofimage 29, Indéfilms 6 (en association avec)
- Sociétés de distribution : Orange Studio / UGC Distribution
- Budget : 3,4 millions d'euros
- Pays de production :  France
- Langue originale : français
- Format : couleur
- Genre : drame
- Durée : 103 minutes
- Dates de sortie :
  - France : 14 mai 2018 (Festival de Cannes) ; 14 novembre 2018 (sortie nationale)
  - Suisse romande : 14 novembre 2018
  - Belgique : 9 janvier 2019

## Distribution
- Andréa Bescond : Odette Le Nadant, adulte
- Cyrille Mairesse : Odette, enfant
- Karin Viard : Mado Le Nadant, la mère d'Odette
- Clovis Cornillac : Fabrice Le Nadant, le père d'Odette
- Pierre Deladonchamps : Gilbert Miguié, l'ami de la famille, pédocriminel
- Grégory Montel : Lenny, le compagnon d'Odette
- Carole Franck : la psychologue
- Gringe : Manu, le meilleur ami d'Odette
- Ariane Ascaride : Mme Maloc, la professeure de danse
- Jade Phan-Gia : Alice, danseuse et amie d'Odette
- Éric Métayer : le professeur du conservatoire / la voix de Rudolf Noureev
- Léonie Simaga : Lola
- Marie-Christine Orry : Mme Kicheff, la logeuse
- Jeanne Arènes : la DRH de l'entrepôt
- Lucie Boujenah : Clémentine Miguié
- Alexis Michalik : le père de Sonia
- Lola Marois : la danseuse au casting
- Pierre Forest : officier commissariat
- Yanis Marshall : Jordan
- Jacques Frantz : voix off publicité assurances

## Accueil

### Festivals et sorties
Les Chatouilles est sélectionné dans « Un certain regard » et projeté le 14 mai 2018 au Festival de Cannes, avant la sortie nationale le 14 novembre 2018. Il est également sélectionné au Festival du cinéma américain de Deauville où les réalisateurs Andréa Bescond et Éric Métayer obtiennent le prix d'Ornano-Valenti en septembre 2018 et au Festival du film de Hambourg pour le prix du meilleur film en octobre 2018.
Dans les pays francophones, il sort le 14 novembre 2018 en Suisse romande et le 9 janvier 2019 en Belgique.

### Critiques
Le Point écrit que le film est un « coup de poing qui dénonce la pédophilie ». La Croix mentionne également qu’il s’agit d’un « coup de poing qui déborde de l’énergie de la colère de sa réalisatrice et parvient avec virtuosité à reconstituer les méandres de sa reconstruction ». Télérama commente « [d’]une enfance traumatisée par le viol, Andréa Bescond tire un récit alerte sur la résilience et la joie de vivre malgré tout. Un tour de force ».

### Box-office
| Pays ou région | Box-office      | Date d'arrêt du box-office | Nombre de semaines |
| -------------- | --------------- | -------------------------- | ------------------ |
| France         | 371 505 entrées | 22 janvier 2019            | 10                 |
| Total mondial  | 2 765 772 $     | -                          | -                  |

## Distinctions

### Récompenses
- Festival du cinéma américain de Deauville 2018 : prix d'Ornano-Valenti pour Andréa Bescond et Éric Métayer.
- Festival du film de Hambourg 2018 — « Voilà! » : prix du meilleur film pour Andréa Bescond et Éric Métayer.
- César 2019[7] :
  - césar de la meilleure adaptation pour Andréa Bescond et Éric Métayer ;
  - césar de la meilleure actrice dans un second rôle pour Karin Viard.
- Le prix cinéma 2018 de la fondation Barrière lui a été remis[8].

### Nominations et sélections
- Festival de Cannes 2018 - « Un certain regard » : caméra d'or.
- Festival international du film français de Dublin 2018 - « Sélection officielle ».
- Festival international du film de Chicago 2018 - « New directors competition » :
  - prix Roger-Ebert des meilleurs nouveaux réalisateurs pour Andréa Bescond et Éric Métayer ;
  - Gold Hugo des meilleurs nouveaux réalisateurs pour Andréa Bescond et Éric Métayer.
- Festival international du film de Genève 2018 - « Rien que pour vos yeux ».
- Festival international du film de Karlovy Vary 2018 - « Another View ».
- Festival international du film de Mumbai 2018 - « Compétition internationale ».
- Festival international du film francophone de Namur 2018 - « Compétition 1re œuvre de fiction ».
- Festival international du film français UK 2018 - « Discovery ».
- Festival international du film de Varsovie 2018 - « Special Screenings ».
- Golden Horse Film Festival de Taïpei 2018 - « Panorama ».
- 24e cérémonie des Lumières :
  - nomination au Lumière du meilleur scénario
  - nomination au Lumière de la révélation féminine pour Andréa Bescond
  - nomination au Lumière du meilleur premier film
- César 2019 :
  - césar du meilleur acteur dans un second rôle pour Clovis Cornillac ;
  - césar du meilleur montage pour Valérie Deseine ;
  - césar du meilleur premier film pour Andréa Bescond et Éric Métayer.